# Ytres
Ytres é uma comuna francesa na região administrativa de Altos da França, no departamento de Pas-de-Calais. Estende-se por uma área de 4,26 km². Em 2010 a comuna tinha 440 habitantes (densidade: 103,3 hab./km²).